# Kari Tiainen
Kari Tiainen   (Riihimäki, 26 d'agost de 1966) és un ex-pilot d'enduro finlandès, set vegades Campió del Món i guanyador dels ISDE en la categoria de 500 cc cinc vegades (1994 a 1997 i 1999). Ha guanyat també el Trofeu als ISDE quatre vegades com a membre de l'equip finlandès. A banda, ha participat en diversos campionats estatals d'enduro, guanyant quatre vegades el d'Alemanya i dues el de Finlàndia i el d'Espanya. El 2012 va ser nomenat FIM Legend.
Tiainen ostentà el rècord de victòries al Campionat del Món (77) fins que el seu compatriota Juha Salminen el baté el 2008. Entre altres èxits diversos, integrà l'equip finlandès que guanyà la Nations' Cup a la Race of Champions de 1999, juntament amb Tommi Mäkinen i JJ Lehto.

## Trajectòria esportiva
Tiainen començà com a pilot de motocròs tot participant en el Campionat de Finlàndia, passant a l'enduro el 1989 i acabant ja aquell any quart al Campionat d'Europa. L'any següent aquest Campionat esdevenia mundial, i Tiainen guanyà el seu primer títol amb Suzuki a la categoria de 250 cc. L'any següent canvià a Husqvarna i revalidà el títol.
Aleshores, canvià a la categoria màxima, 500 cc, i en guanyà el títol els anys 1992, 94, 95 i 97, i ja amb KTM el 2000. Des de 1990 al 2000, fins i tot durant les temporades que acabà subcampió, liderà la seva categoria en nombre de victòries.
La temporada del 2001, en què acabà tercer rere Anders Eriksson i Mika Ahola, fou la seva darrera temporada completa al Campionat del Món, tot i que seguí participant en els ISDE. Un cop retirat, Tiainen continuà com a director de l'equip de KTM entre el 2003 i el 2005.

## Palmarès
| Any          | Motocicleta  | Campionat del Món d'enduro | Campionat del Món d'enduro | Campionat del Món d'enduro | Campionat del Món d'enduro | ISDE W. Trophy | Altres                    |
| Any          | Motocicleta  | 250cc                      | 500cc                      | Curses                     | P1                         | ISDE W. Trophy | Altres                    |
| ------------ | ------------ | -------------------------- | -------------------------- | -------------------------- | -------------------------- | -------------- | ------------------------- |
| 1989         | Suzuki       | 4t                         | -                          | 12                         | 2                          | 1r Jr          | Campió de Finlàndia       |
| 1990         | Suzuki       | 1r                         | -                          | 14                         | 6                          | 2n             | Campió de Finlàndia       |
| 1991         | Husqvarna    | 1r                         | -                          | 16                         | 8                          | 11è            |                           |
| 1992         | Husqvarna    | -                          | 1r                         | 12                         | 5                          |                |                           |
| 1993         | Husqvarna    | -                          | 2n                         | 14                         | 7                          | 10è            |                           |
| 1994         | Husqvarna    | -                          | 1r                         | 12                         | 5                          | 5è *           |                           |
| 1995         | Husqvarna    | -                          | 1r                         | 12                         | 9                          | 3r *           |                           |
| 1996         | Husqvarna    | -                          | 2n                         | 12                         | 6                          | 1r *           |                           |
| 1997         | KTM          | -                          | 1r                         | 14                         | 8                          | 2n *           |                           |
| 1998         | KTM          | -                          | 2n                         | 14                         | 8                          | 1r             |                           |
| 1999         | KTM          | -                          | 2n                         | 14                         | 7                          | 1r *           |                           |
| 2000         | KTM          | -                          | 1r                         | 10                         | 7                          | 18è            | Campió d'Espanya 4T       |
| 2001         | KTM          | -                          | 3r                         | 10                         | 1                          | 16è            | Campió d'Espanya 500cc 4T |
| 2002         | KTM          | -                          | 11è                        | 6                          | 0                          |                |                           |
| 2003         | KTM          | 19è                        | -                          | 2                          | 0                          | 1r             |                           |
|              |              |                            |                            |                            |                            |                |                           |
| 2008         | ?            | -                          | -                          | 0                          | 0                          | 5è             |                           |
| Total        | Total        |                            |                            | 174                        | 79                         |                |                           |
| Total títols | Total títols | 2                          | 5                          |                            |                            | 5              | 8                         |
|              |              | 7 mundials                 |                            |                            |                            |                |                           |

Notes
1. ↑   La classificació consignada als ISDE fa referència a la posició final obtinguda per l'equip estatal. S'assenyalen amb * les edicions en què fou a més a més el guanyador en 500cc
2. ↑   A P1 s'hi compten les victòries aconseguides en Grans Premis puntuables per al Campionat del Món
3. ↑   Fins al 1989 el Campionat era d'Europa, i a partir de 1990 va passar a anomenar-se Campionat del Món
4. ↑   El resultat assenyalat amb Jr indica que aquell any competí en el "Junior Trophy"
5. ↑   Al total d'Altres s'hi reflecteixen 4 Campionats d'Alemanya que guanyà en data incerta